# Otok (Dalmácia)
Otok falu és község Horvátországban Split-Dalmácia megyében.

## Fekvése
Splittől légvonalban 31, közúton 43 km-re északkeletre, Sinjtől 8 km-re keletre a dalmát Zagora területén, a Kamešnica-hegység nyugati lejtői és Cetina középső folyása között fekszik.

## A község települései
Közigazgatásilag Gala, Korita, Ovrlje, Ruda és Udovičić települések tartoznak hozzá.

## Története
Az emberi jelenlét első nyomai a korai bronzkortól tűnnek fel ezen vidéken, ahol az i. e. 1900 és 1600 közötti időben a cetinai kultúra virágzott, amely nevét arról kapta, hogy tárgyi emlékei főként a Cetina mentén kerültek elő. A mai Dalmácia területén i. e. 1000 körül egy indoeurópai népcsoport az illírek és azoknak is egyik törzse a dalmátok telepedtek le. Jelenlétükről tanúskodnak a környező magaslatokon található ókori vármaradványok. Az illíreknek nincsenek írásos emlékeik, de számos római forrás emlékezik meg a harcias dalmátokról, akik a Neretva és a Krka folyók közötti területen éltek, így szállásterületük központja a Cetina vidékére esett. A dalmát ellenállást megtörve i. e. 156-ban a területet a rómaiak hódították meg. A térség két legjelentősebb római települése a Čitluk területén állt Aequum és a Gardun területén állt Tillurium voltak. A kereszténység gyorsan elterjedt ezen a vidéken, melyről a Mirine nevű helyen feltárt háromhajós ókeresztény bazilika maradványai tanúskodnak. A Római Birodalom bukása után 481-ben a keleti gótok szállták meg e területet. Később 530 körül a Bizánci Birodalom szerezte meg. A bizánciak több erődöt is építettek a dalmát területek védelmére, ezek maradványai a község területén Gala, Ruda és Udovičić határában is megtalálhatók. 614-ben a hódító avarokkal együtt szláv törzsek érkeztek erre a vidékre. A Cetinai zsupánság a korai horvát állam egyik legősibb közigazgatási egysége volt, melyhez a mai Otok község területe is hozzá tartozott. A 925-ben megalapított horvát állam azonban nem volt hosszú életű és a horvát területekkel együtt az akkori Cetina vidéke is a magyar királyok uralma alá került a 11. század végén. A kezdetben a Spalatói főegyházmegye fennhatósága alá eső terület 1210-ben Domald klisszai és dalmát gróf, 1272-ben a bribiri grófok, 1345-ben pedig Nepilić Iváné lett és 1434-ig a Nepiliceké maradt. Kihalásuk után több birtokosa volt. Otok település első írásos említése 1341-ben történt. Nevét a Cetina egyik szigetéről, a 840 méter hosszú és 132 méter széles Dugišról kapta. (Az otok szó jelentése magyarul sziget. A szigeten egyébként a cetinai kultúra idejéből és a korai illír korszakból származó leletek is előkerültek.) Otok vidékét 1513-ban elfoglalta a török és az Oszmán Birodalom, azon belül pedig a Klisszai szandzsák része lett. Több mint másfél évszázados török uralom után, 1687-ben szabadult fel az oszmán iga alól. Ezt követően a rámai ferences atyák vezetésével Boszniából és Hercegovinából keresztény lakosság települt le itt. Ez az otoki plébánia megalapításának időszaka, melyhez akkor a mai Otokon és Udovičićon kívül Gala, Gljev és Ruda hívei is hozzá tartoztak. A plébánia vezetését a sinji ferences atyák végezték. A velencei uralomnak 1797-ben vége szakadt és osztrák csapatok vonultak be Dalmáciába. 1806-ban az osztrákokat legyőző franciák uralma alá került, de Napóleon lipcsei veresége után 1813-ban újra az osztrákoké lett. 1918-ban az új szerb-horvát-szlovén állam, majd később Jugoszlávia része lett. Alapiskoláját 1906 és 1909 között építették. A második világháború idején a Független Horvát Állam része lett. A háború után a szocialista Jugoszláviához került. 1991 óta a független Horvátországhoz tartozik. 2011-ben a településnek 3090, a hozzá tartozó településekkel együtt 5474 lakosa volt.

## Lakosság
| Lakosság változása | Lakosság változása | Lakosság változása | Lakosság változása | Lakosság változása | Lakosság változása | Lakosság változása | Lakosság változása | Lakosság változása | Lakosság változása | Lakosság változása | Lakosság változása | Lakosság változása | Lakosság változása | Lakosság változása | Lakosság változása |
| ------------------ | ------------------ | ------------------ | ------------------ | ------------------ | ------------------ | ------------------ | ------------------ | ------------------ | ------------------ | ------------------ | ------------------ | ------------------ | ------------------ | ------------------ | ------------------ |
| 1857               | 1869               | 1880               | 1890               | 1900               | 1910               | 1921               | 1931               | 1948               | 1953               | 1961               | 1971               | 1981               | 1991               | 2001               | 2011               |
| 663                | 822                | 899                | 1.072              | 1.273              | 1.416              | 1.870              | 2.120              | 1.917              | 2.144              | 2.231              | 2.730              | 3.061              | 3.431              | 3.138              | 3.090              |

## Nevezetességei
- Szent Lukács evangélista tiszteletére szentelt új plébániatemploma 1970 és 1976 között épült Pijo Nuić atya tervei szerint. A nyolcszögletű, kupolás épület betonból készült. Felszentelése 1976. június 13-án történt. 1984-ben az oltár mögötti falra elkészült Josip Botteri-Dini festőművész mozaikképe, mely a megfeszített Krisztust ábrázolja. Ugyanez a művész 1988-ban 24, Szent Lukács evangéliumából vett részleteket ábrázoló üvegablakot készített a templom részére. A keresztút 1985-ben készült Jozo Bašić festőművész alkotása. Az orgona 1999-ben került a templomba a müncheni Szent Anna ferences kolostor ajándékaként.[3]
- A régi Szent Lukács plébániatemplom 1884-85-ben épült faragott kövekből. Egyhajós épület félköríves apszissal. Díszes bejáratát két korinthoszi oszlop ékesíti, melyek kis ereszt tartanak. A homlokzat felett áll a harangtorony benne négy haranggal. A hajó oldalfalain és az apszisban fehér kövekből rakott félköríves ablakok láthatók. Felszentelése 1905-ben történt. A II. világháború után többször javították, végül 1999-ben kívül-belül felújították. Nagy márványoltárát, mely a Legszentebb Oltáriszentség tiszteletére készült 1888 és 1894 között építette Josip Barišković spliti mester. A templomban még két márvány oltár van Szent Lukács (1898) és a szeplőtelen fogantatás (1913) tiszteletére szentelve. A rajtuk álló szobrok tiroli munkák. A templomnál 1915-ben emlékművet építettek az 1715-ös velencei-török háborúban elesett otokiaknak.[3]
- A település legrégibb Szent Lukács (eredetileg Mária mennybevétele) plébániatemploma a régi temetőben áll és a 18. század első felében építették. 1885-ig volt a település plébániatemploma. Mai apszisa és hajója valószínűleg későbbi, talán 1866-os hozzáépítés, ez az évszám szerepel ugyanis a bejárat feletti rozetta fölé elhelyezett kőtáblán. A régi beomlott boltozatot betongerendákkal pótolták, így a templom lapos tetejű lett. Felújítását tervezik.[3]
- A Mirine nevű helyen háromhajós ókeresztény bazilika[7] alapfalait tárták fel. A bazilikában megtalálták a keresztelőmedence és a sírkamrák maradványait is. A félköríves apszis falát követik a klérus falazott padsorai középen a püspöki székkel, mely alapján néhány szakember e helyet az ókori forrásokban is szereplő püspöki székhelynek, Lurdumnak tartja. Lurdumban tartották 533-ban a második salonai zsinatot.[2]
- Az Ovrlje-patak forrásától nem messze található a Litrina-malom.[8] Közvetlenül a malom előtt egy boltíves, oromzatos híd áll két sekély ívvel, faragott helyi szürke kőből. A Litrina malom kanalas típusú, vízszintesen fektetett malomkerékkel, a malom ívei alatt fakanalakkal. A legenda szerint öt malomköve volt, amelyeknek különböző tulajdonosai voltak, többségük a Milanović-Liter (Litrići) családhoz tartozott. A malom a 20. század második feléig működött.

## Oktatás
- "Kamešnica" alapiskola
- "fra Anđelko Milanović-Litre" zeneiskola

## Kultúra
- KUD "Kamešnica" Otok kulturális és művészeti egyesület
- "Otočke mačkare" – a község településeinek több évszázados hagyományos viseletei

## Sport
- Otok bocsaklub
- NK OSK Otok labdarúgóklub
- MNK Torcida Otok kispályás labdarúgóklub
- "Cetina" kézilabdaklub
- "Kamešnica" Otok hegymászóegyesület
- "Jarebica" vadásztársaság
- "Didovina" Otok sporthorgász egyesület